# Hasse Persson (fotbollsspelare)

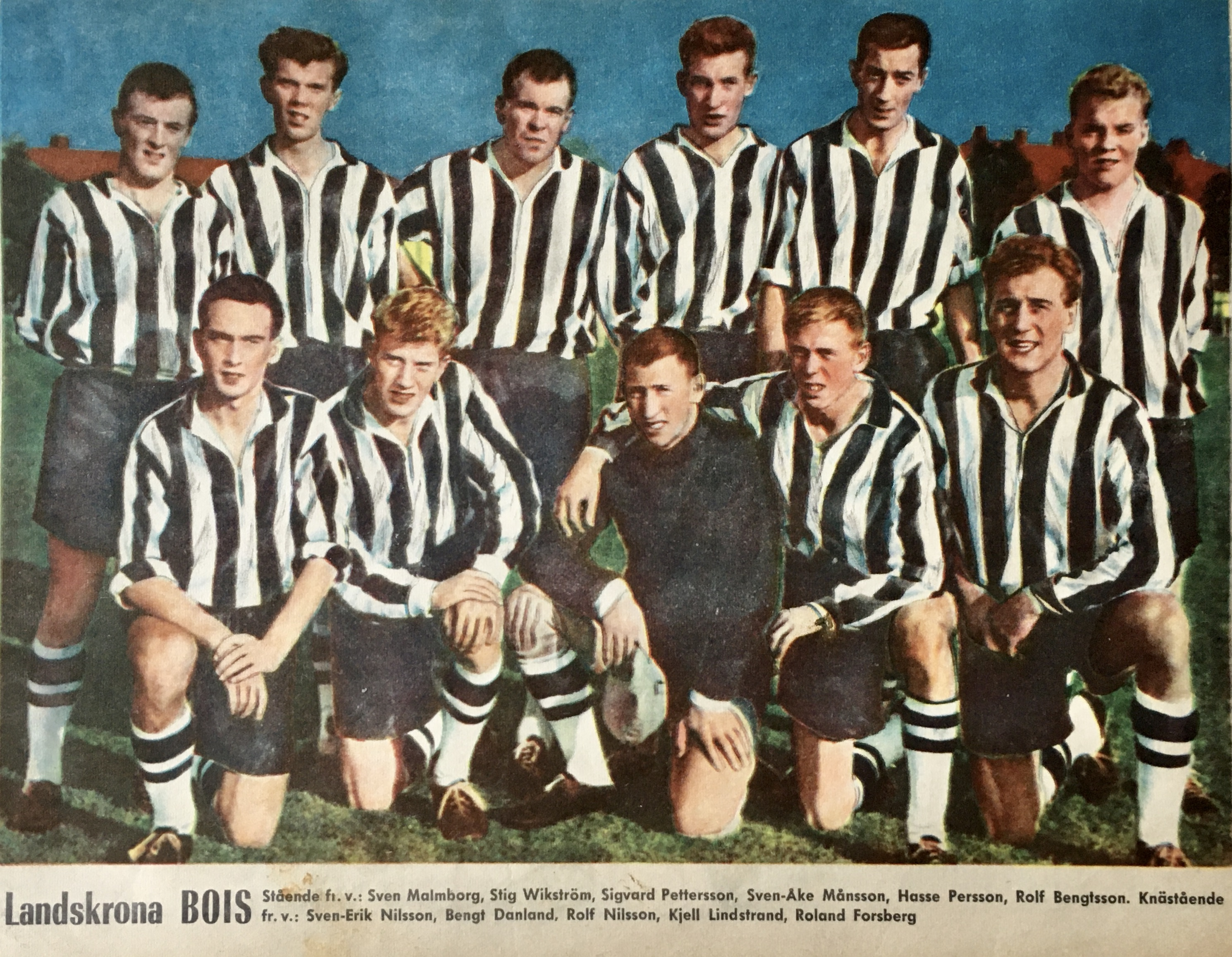
Landskrona BoIS 1960 med bland andra framstående spelare som Hasse Persson, Sigvard Pettersson och målvakten Rolf Nilsson.

Hasse HP Persson, född 20 januari 1929, död 29 juli 2001, var en svensk fotbollsspelare som på sin tid var omåttligt populär i fotbollsklubben Landskrona BoIS.

## Biografi

### Tidiga år
Han började sin fotbollskarriär i hemorten Klippan innan han vid tjugo års ålder, år 1949, tog steget över till Helsingborgs IF och Allsvenskan. Där blommade han snart ut i sin roll som vänsterinner och fick debutera i landslaget. Det var i september 1952 i Helsingfors i en landskamp mot Finland och han gjorde hattrick i en 8-1-triumf. I nästa landskamp mot Norge samma höst gjorde han det avgörande 2-1-målet. Och det blev även nätkänning i landskamp nummer tre, mot Italien. I denna match skadade han dock nackkotan och fick utgå i halvlek. Det kom att bli ödesdigert, då han till följd av skadan fick tacka nej till provspel med italienska AC Milan.
Hasse Persson var något av en bohem. Många är historierna om en egensinnig och levnadsglad herre som ofta gick sina egna vägar. Det mesta tyder på att denna hans fäbless för ”fest och gamman” låg honom i fatet när det gäller fotbollskarriären. Efter en turbulent tid lämnade han Helsingborgs IF.

### Landskrona (1955–1965)
År 1955 skrev HP på för HIF:s lokalkonkurrent, Landskrona BoIS. Här blev han snart hela stadens gunstling och idrottsplatsens stora publikmagnet. Det finns många landskroniter som menar att klubben aldrig haft en bättre spelare än Persson. De som var med på 1950- och 1960-talen har också sina speciella Hasse Persson-minnen. Dessa handlar nästan alltid om mål från omöjliga avstånd, raketskott, fenomenala framspelningar eller diverse andra tekniska glansnummer. 
En av dessa HP-anekdoter utspelar sig den 9 september 1961 då HP  gör ett av sina få framträdande i landslagströjan. På Malmö stadion besegras Pressens lag med 4-1 och HP gör ett av målen. På tågresan efter matchen stannar landslagstruppen till på en krog i Teckomatorp. HP ombeds visa hur han gjorde målet. I brist på en fotboll virar han tidningspapper runt locket till en pokal som han fått i pris efter matchen. Med sträckt vrist skickar HP iväg pokallocket, som ännu inte har anträffats. 
Även under åren i Landskrona hörde proffsklubbar av sig. Italienska Udinese exempelvis. Men inte heller detta tillfälle blev det något av. 
Under Hasse Perssons tid i BoIS kvalade föreningen till Allsvenskan inte mindre än tre gånger; år 1958, 1959 och 1962. Man missade dock att ta steget upp samtliga tillfällen. För HP:s vidkommande sved kvalet 1958 extra mycket. I matchen mot Örgryte IS på Nya Ullevi (inför över 46 000 åskådare ) fick han utgå med en meniskskada efter en kollision med Örgrytes målvakt. Därefter föll hela BoIS samman och förlorade stort, 0-5. 
I kvalet 1959 i matchen mot Degerfors IF slogs publikrekord på Landskrona IP med 18 535 åskådare; ett rekord som står sig än idag.

### Senare år
Hasse Persson varvade ner i sin moderklubb Klippan år 1966. Han fortsatte att vara en välkommen gäst på Landskrona IP även efter karriärens slut, och en yngre generations landskroniter, som aldrig fått uppleva fenomenet ”på den gamla goda tiden”, fick åtminstone en aning om vilken artist han hade varit.
Hasse flyttade till sin hemby Klippan. Han jobbade för Klippans kommun och avled här år 2001.
”Fotbollens bonden Paavo”, ”Skånes Nacka”, ”En storvuxen Platini”, eller ”En lång spinkig kille med storkben”. Epiteten är många likaså beskrivningarna av Landskrona BoIS och Helsingborgs IF:s fotbollsgeni Hasse Persson. Men kärt barn, har som bekant, många namn. Allra vanligast var dock att Persson kort och gott kallades för HP.

## Meriter
- 4 A-landskamper, 6 mål (mål i samtliga landskamper han spelade).
- 54 allsvenska matcher med Helsingborgs IF (27 mål).
- 327 A-lagsmatcher med Landskrona BoIS (257 mål).